# Colletes missionum
Colletes missionum là một loài Hymenoptera trong họ Colletidae. Loài này được Cockerell mô tả khoa học năm 1932.
Loài này phân bố ở Zimbabwe.